# Emergência
Emergência é um fenómeno ou processo de formação de padrões complexos a partir de uma multiplicidade de interações simples. O conceito de Emergência é normalmente associado às teorias dos Sistemas Complexos.
Pode ser um processo diacrônico (ocorrendo através do tempo), como a evolução do cérebro humano através de milhares de gerações sucessivas; ou pode ser um processo sincrônico (ocorrer simultaneamente) em escalas de tamanhos diversos, como as interações microscópicas entre um número de neurônios produzindo um cérebro humano capaz de pensar (mesmo considerando que neurônios individuais não têm consciência própria). Geralmente, no nível imediato das interações simples, o fenômeno emergente não existe ou existem apenas alguns traços. Assim, um fenômeno direto como a probabilidade de achar uma uva seca em uma fatia de bolo geralmente não requer a teoria da emergência para ser explicada. Pode ser no entanto útil considerar a emergência da textura do bolo como um resultado complexo do processo de cozimento e mistura dos ingredientes.
Não há consenso entre os cientistas sobre como a emergência deve ser utilizada como explicação. No entanto, a explicação dos fenômenos através da emergência caracterizou o advento do pensamento científico moderno, quando as explicações teológicas e teleológicas foram deixadas de lado.

## As propriedades da emergência
Um comportamento emergente ou propriedade emergente pode aparecer quando uma quantia de entidades (agentes) simples operam em um ambiente, formando comportamentos complexos no coletivo. A propriedade em si é normalmente imprevisível e imprecedente, e representa um novo nível de evolução dos sistemas. O comportamento complexo ou as propriedades não são a propriedade de nenhuma entidade em particular, e eles também não podem ser previstos ou deduzidos dos comportamentos das entidades em nível baixo. O formato e o comportamento dos bandos de pássaros é um bom exemplo de um comportamento emergente.
Uma razão pela qual o comportamento emergente ocorre é o número de interações entre os componentes de um sistema, que aumenta combinatoriamente com o número de componentes, permitindo, potencialmente, que uma série de novos e diferentes tipos de comportamentos apareçam. Por exemplo, as possíveis interações entre grupos de moléculas crescem enormemente com o número de moléculas, de modo que é impossível calcular o número de arranjos possíveis, mesmo para um sistema com apenas 20 moléculas.
Por outro lado, apenas a existência de um grande número de interações não é o suficiente para garantir o comportamento emergente; muitas das interações podem ser previsíveis ou irrelevantes, e muitas podem cancelar as outras. Em alguns casos, um grande número de interações pode de fato trabalhar contra a emergência de comportamentos interessantes, criando uma grande quantidade de "ruído" que elimina qualquer "sinal" emergindo; o comportamento emergente pode precisar ser temporariamente isolado de outras interações antes de ter massa crítica o suficiente para poder se auto-suportar. Portanto não é apenas o número de conexões que encoraja a emergência; também deve ser considerado o modo como estas conexões estão organizadas. Uma organização hierárquica é um exemplo que pode gerar um comportamento emergente (um burocrata pode agir de um modo diferente do resto da população que não é burocrata); mas talvez mais interessante, o comportamento emergente pode também surgir de estruturas organizacionais mais descentralizadas, como num mercado. Em muito casos, o sistema tem que alcançar um nível de diversidade, organização e conectividade antes de o comportamento emergente ocorrer.
Sistemas com propriedades emergentes podem parecer não seguir os principios da entropia e a segunda lei da termodinâmica, pois eles se formam e crescem independentemente da falta de um comando ou controle central. Isto é possível porque sistemas abertos podem extrair as informações do seu ambiente.
A emergência ajuda a explicar por que a falácia da divisão é uma falácia. De acordo com a perspectiva emergente, a inteligência emerge das conexões entre os neurônios e, nesta perspectiva, não é necessário propor uma "alma" para sustentar o fato de que os cérebros podem ser inteligentes, mesmo pensando que os neurônios individuais que o compõem não o são.
O comportamento emergente também é importante nos jogos e em sua criação. Por exemplo, o jogo do poker, especialmente nas formas sem limite, sem uma estrutura rígida, é largamente controlado por um comportamento emergente. Por exemplo, nenhuma regra requer que nenhum jogador dobre, mas geralmente a maioria dos jogadores o fazem. Devido ao jogo ser regido pelo comportamento emergente, jogar em uma mesa de poker pode ser completamente diferente de jogar em outra, enquanto as regras do jogo são exatamente as mesmas. Variações de jogos que se desenvolvem são exemplos da emergência, onde a catálise predomina na evolução dos jogos.

## Estruturas emergentes na Natureza
As estruturas emergentes são padrões que não são criados por um único evento ou regras. Não existe nada que comande o sistema para que ele forme um padrão, mas ao invés disso as interações de cada parte com o ambiente externo gera um processo complexo que leva à ordem. Pode-se concluir que as estruturas emergentes são mais que a soma de suas partes, pois a ordem emergente não irá surgir se as várias partes são simplesmente coexistentes; a interação destas partes é central.
Um exemplo biológico é uma colônia de formigas. A rainha não dá as ordens diretas e não diz às formigas o que fazer. Ao invés disso, cada formiga reage a estímulos químicos deixados por outras larvas, outras formigas, intrusos e comida, e deixa para trás uma trilha química que, por sua vez, gera um estímulo para as outras formigas. Neste caso cada formiga é uma unidade autônoma que reage dependendo apenas de seus arredores e das regras genéticas codificadas para sua variedade de formiga. Tirando o fato da tomada de decisões centralizada, as colônias de formiga exibem um comportamento complexo e tem mostrado serem capazes de resolver problemas geométricos. Por exemplo, a colônia de formigas rotineiramente encontra a maior distância possível de todas as entradas da colônia para depositar os corpos mortos.
Além da emergência nas colônias de formigas, que é semelhante a outras estruturas emergentes nos insetos sociais, baseadas basicamente em feromônios e rastros químicos, a emergência também pode ser observada em rebanhos e cardumes. O arrebanhamento é um comportamento muito conhecido na maiorias das espécies de animais, de peixes a pássaros. Estruturas emergentes são uma estratégia favorita encontrada em muitos grupos de animais: colônias de formigas,
colmeia de abelhas, bandos de pássaros, rebanhos de mamíferos, cardumes de peixes, e nos lobos.
Estruturas emergentes podem ser encontradas em muitos fenômenos naturais, do domínio físico ou biológico.
A estrutura espacial e o formato das galáxias são propriedades emergentes, que caracterizam a distribuição de energia e matéria em larga escala no universo. Fenômenos do clima com formas similares a furacões são propriedades emergentes também. Muito se especula que a própria consciência e vida sejam propriedades emergentes de uma rede de muitos neurônios interagindo e moléculas complexas, respetivamente.
A vida é a maior fonte de complexidade, e a evolução é o maior princípio ou força motora atrás da vida. Olhando por este ponto, a evolução é a maior razão para o crescimento da complexidade no mundo natural.
Existe também um ponto de vista que afirma que o começo e o desenvolvimento da evolução podem ser relacionados a uma propriedade emergente das leis da física em nosso universo.

## Sistemas Emergentes na Cultura e Engenharia
Os processos ou comportamentos emergentes podem ser vistos em um grande número de lugares, desde qualquer organismo biológico multicelular até as imagens de tráfico ou fenômenos organizacionais nas simulações por computadores e autômatos celulares. O mercado de ações é um exemplo de emergência em uma grande escala. Pois ele regula os preços relativos de companhias ao redor do mundo, apesar de não possuir um líder; não há uma entidade que controla os trabalhos do mercado inteiro. Os agentes, ou investidores, tem conhecimento de apenas um número limitado de companhias em seu portfólio, e devem seguir as regras reguladoras do mercado. Através das interações de investidores individuais a complexidade do mercado com um todo emerge.
Exemplos populares de emergência são o Linux e outros projetos de código aberto, a World Wide Web (WWW), e a enciclopédia online Wikipédia. A emergência é, ao lado dos esforços dos fundadores desta, Jimmy Wales e Larry Sanger, a maior razão para o grande sucesso da Wikipédia.
Todos estes projetos descentralizados e distribuídos não são possíveis sem um grande número de participantes ou voluntários. Nenhum participante individual conhece a estrutura inteira, todos conhecem e editam apenas uma parte, apesar de todos os participantes terem a sensação de estarem participando de algo maior do que eles mesmos. O retorno de cima para baixo aumenta a motivação e a união, o retorno de baixo para cima aumenta a variedade e diversidade. Esta união é responsável pela complexidade das estruturas emergentes.
A estruturas emergentes aparecem em diferentes níveis de organização. Auto-organização emergente aparece frequentemente nas cidades aonde não houve planejamento ou zonamento predeterminado no modelo da cidade. O estudo interdisciplinar dos comportamentos emergentes geralmente não é considerado um campo homogêneo, mas dividido entre suas aplicações ou domínios dos problemas

## A emergência na física
Em física, a emergência é usada para descrever uma propriedade, lei ou fenômeno que ocorre em escala macroscópica (em tempo ou espaço) mas não em escalas microscópicas, devido ao fato de um sistema microscópico poder ser visto como um grande conjunto de sistemas microscópicos. Alguns exemplos incluem:
1. Cor. Partículas elementares como prótons ou elétrons não possuem cor; ela ocorre apenas quando estes são arranjados sobre a forma de átomos que absorvem ou emitem uma faixa de frequência específica de luz a qual representa uma cor.  (Note que enquanto os quarks tem uma característica chamada de mudança de cor pelos físicos, esta terminologia é meramente figurativa e não tem uma relação atual com o conceito empírico de cor.)
2. Fricção. As partículas elementares não possuem fricção, ou mais precisamente as forças entre estas partículas são conservativas. Entretanto, a fricção emerge quando consideramos estruturas mais complexas de matérias, cujas superfícies podem absorver energia quando esfregadas uma contra a outra. Considerações similares são aplicadas aos conceitos emergentes na mecânica contínua tais como a viscosidade e elasticidade.
3. Mecânica clássica. As leis da mecânica clássica podem ser consideradas como emergindo de um caso limite das leis da mecânica quântica aplicadas a massas grandes o suficiente. O que pode gerar controvérsias, pois a mecânica quântica é habitualmente imaginada como "mais" complicada do que e mecânica clássica- assim como as regras de níveis mais baixos são geralmente "menos" complicadas (ou menos complexas) do que as propriedades emergentes.
4. Mecânica estatística. A mecânica estatística foi inicialmente criada usando o conceito de um conjunto grande o suficiente de modo que as flutuações podem ser de todo tipo mas ignoradas. Consequentemente, alguns conceitos têm que ser modificados ou abandonados completamente para sistemas microscópicos onde flutuações se tornam (relativamente) grandes e importantes para uma verdadeira descrição do sistema. Desse modo, pequenas quantias não exibem transições de fase de primeira ordem como derretimento, e com estes limites não é possível categorizar completamente um conjunto como líquido ou sólido, pois estes conceitos são (sem definições complementares) aplicáveis apenas a sistemas macroscópicos.

A temperatura é muitas vezes utilizada como um exemplo de um comportamento emergente macroscópico. Na dinâmica clássica, uma imagem de um momento instantâneo de um grande número de partículas em equilíbrio é o suficiente para encontrar a energia cinética média por grau de liberdade que é proporcional à temperatura. Para um pequeno número de partículas, o momento instantâneo de um certo momento não é estatisticamente suficiente para determinar a temperatura do sistema. Entretanto, usando a hipótese de Ergoden, a temperatura pode ainda ser obtida com uma precisão arbitrária por uma contínua verificação do momento por um período de tempo longo o suficiente. Além disso, a distribuição canônica de (temperatura constante) é perfeitamente definida mesmo para uma única partícula.
Em algumas teorias da física de partículas, mesmo estruturas básicas como massa, espaço, e tempo são vistas como fenômenos emergentes, surgindo de conceitos mais fundamentais como o Bóson de Higgs ou cordas. Em algumas interpretações da mecânica quântica, a perceção de uma realidade determinística, onde todos os objetos possuem uma posição e momento definidos é atualmente uma fenômeno emergente, com o verdadeiro estado da matéria sendo descrito como ondas que não precisam necessariamente de uma posição ou momento.
Em distinção às ciências comportamentais, uma propriedade emergente não precisa ser mais complicada do que as propriedades não emergentes que a geraram. Por exemplo, as leis da termodinâmica são relativamente simples, mesmo que as leis que governam as interações entres as partículas sejam complexas. O termo emergência na física é usado não com o significado geral de complexidade, mas para distinguir quais leis e conceitos se aplicam a escalas macroscópicas, e quais se aplicam a escalas microscópicas.
Deve ser enfatizado que, em cada um desses casos, embora um fenômeno emergente na escala macroscópica não existe diretamente na escala microscópica, sua existência na escala macroscópica ainda pode ser explicada (muita vezes após uma quantia substancial de análise matemática rigorosa ou semirrigorosa) pelas leis da física nas escalas microscópicas, levando em conta as interações entre todos os componentes deste objeto macroscópico.
Além disso, os fenômenos emergentes podem demonstrar por que uma teoria física reducionista, vendo toda a matéria em termos de suas partes componentes, que por sua vez obedecem uma quantia relativamente pequena de leis, pode gerar modelos de objetos complexos, tais como formas de vida. Entretanto, por outro lado, os fenômenos emergentes servem para nos prevenir contra o reducionismo greedy, porque a explicação microscópica de um fenômeno pode ser muito complicada ou de "nível baixo" para ter qualquer uso prático. Por exemplo, se a química pode ser explicada com a emergência de interações na física das partículas, biologia celular como emergindo das interações em química, humanos como uma emergência de interações na biologia celular, civilizações como uma emergência das interações entre humanos, e a história humana como uma emergência de interações entre civilizações, isto não implica que é particularmente fácil ou desejável tentar explicar a história humana em termos das leis da física de partículas.
(Isto não dissuadiu algumas pessoas de hipotetizar que fenômenos emergentes altamente complexos, como a história humana podem ser descritos em termos de leis mais simples que são comumente associadas a teorias mais fundamentais.)